# (11799) Lantz
(11799) Lantz est un astéroïde de la ceinture principale.

## Description
(11799) Lantz est un astéroïde de la ceinture principale. Il fut découvert le 28 février 1981 à l'observatoire de Siding Spring par Schelte J. Bus. Il présente une orbite caractérisée par un demi-grand axe de 3,05 UA, une excentricité de 0,18 et une inclinaison de 10,1° par rapport à l'écliptique.